# Środa Śląska Miejska
Środa Śląska Miejska – zamknięta stacja kolejowa w Środzie Śląskiej, w województwie dolnośląskim, w Polsce. Należała do kolei średzkiej, łączącej średzki rynek z magistralą kolejową i umożliwiającej dojechanie koleją do centrum miasta.